# Léo van Vliet
Leo van Vliet (Honselersdijk, Holanda Meridional, 15 de noviembre de 1955) es un exciclista neerlandés.
Fue profesional de 1978 a 1986, cuando ganó una etapa del Tour de Francia 1979, la Gante-Wevelgem y los Cuatro Días de Dunkerque (1983). Tras su carrera como ciclista fue director de la Amstel Gold Race a partir de 1995. En 2002 creó la Amstel Curaçao Race, un critérium disputado en Curaçao. En 2009 sucedió a Egon van Kessel como seleccionador del equipo nacional neerlandés en ruta, dejando este puesto al final de la temporada 2012.

## Palmarés
| 1976 - Tour de Olympia, más 1 etapa 1977 - Omloop der Kempen - Tour de Limburgo 1978 - 1 etapa de la Vuelta a los Países Bajos - 1 etapa de la Estrella de Bessèges 1979 - 1 etapa de la Dauphiné Libéré - Gran Premio de Valonia - 1 etapa del Tour de Francia - 1 etapa del Tour de Luxemburgo - 1 etapa de la París-Niza 1980 - 1 etapa de la Vuelta a los Países Bajos - Gran Premio Ciclista la Marsellesa - 1 etapa del Tour de Luxemburgo | 1982 - 1 etapa de la Estrella de Bessèges - 1 etapa del Tour del Mediterráneo 1983 - Cuatro Días de Dunkerque - 2 etapas del Tour del Mediterráneo - Gante-Wevelgem 1984 - 1 etapa de la Settimana Coppi e Bartali - 1 etapa del Tour de l'Aude - 1 etapa del Tour Midi-Pyrénées 1985 - 1 etapa del Gran Premio de Midi Libre - 1 etapa del Tour de Irlanda |

## Resultados en las grandes vueltas
| Carrera         | 1978 | 1979 | 1980 | 1981 | 1982 | 1983 | 1984 | 1985 | 1986 |
| --------------- | ---- | ---- | ---- | ---- | ---- | ---- | ---- | ---- | ---- |
| Giro de Italia  | -    | -    | -    | -    | -    | -    | -    | -    | -    |
| Tour de Francia | -    | Ab.  | 51.º | -    | 52.º | Ab.  | 75.º | 79.º | -    |
| Vuelta a España | -    | -    | -    | -    | -    | -    | -    | -    | -    |
| Mundial en Ruta | -    | -    | -    | -    | -    | -    | -    | -    | -    |

-: no participa

Ab.: abandono